# SinusBot
Der SinusBot ist ein Programm, um Audio (Musik, Radio) zum einen über einen TeamSpeak-Client an einen TeamSpeak-Server, aber auch auf einen Discord-Server zu streamen. Der Bot kann entweder bei einem Anbieter gemietet oder auf einem eigenen Server gehostet werden. Als Privatnutzer ist die selbst gehostete Version für Windows und für Linux für maximal zwei Instanzen verfügbar. Eine Lizenz für weitere Instanzen kann über ein Formular im SinusBot-Forum beantragt werden.

## Funktionen

### Verwaltung
Die Steuerung erfolgt über die von SinusBot bereitgestellte Benutzeroberfläche, welche standardmäßig auf TCP-Port 8087 lauscht. Somit kann diese über einen Browser bedient werden. Zudem kann der Bot über Chatbefehle angesteuert werden. Zum Beispiel über den TeamSpeak 3 Client.
Die Benutzeroberfläche ist mit Zugangsdaten in Form von Nutzername und Kennwort geschützt. In den ersten Vorabversionen war „foobar“ das Standardpasswort. Seit der Vorabversion 0.9.12.3 wird mit dem ersten Programmstart ein zufälliges Passwort erstellt.
Weitere Benutzer lassen sich über die Benutzeroberfläche erstellen und unterschiedliche Rollen (Rechte für verschiedene Funktionen) zuweisen.

### Musik-Streaming
Der SinusBot bietet Nutzern die Möglichkeit, eigene Musik hochzuladen, herunterzuladen und zu streamen. Über seine Web-Oberfläche ist es Nutzern möglich, Musik per Knopfdruck zum Hochladen auszuwählen, per Link herunterzuladen oder einen Stream-Link von beispielsweise Radios zu speichern.
Das Abspielen eines gewünschten Titels erfolgt durch einen Doppelklick in der Web-Oberfläche oder mit einem Kommando-Befehl (z. B. !play <uuid/name> oder  !stream <url>) per Chat-Nachricht.

### Skripte
Seit der Vorabversion 0.9.10 können Skripte installiert werden. Diese erweitern den SinusBot und ermöglichen mehr Komfort für die Nutzer.
Die Programmiersprache ist JavaScript. Aber auch ohne JavaScript-Kenntnisse müssen Nutzer nicht auf die Skript-Funktion verzichten – viele User stellen im Internetforum ihre eigenen Skripte für die Öffentlichkeit bereit.
SinusBot hat mit der Vorabversion 0.9.15 die Skript-Engine verändert. Skripte mit der alten Engine funktionieren noch, sollten aber schnellstmöglich aktualisiert werden, da die alte Engine in späteren Releases entfernt wird.
Es gibt ein Installationsskript für Linux-Distributionen, welches die neuste TeamSpeak 3 Client Version, sowie den SinusBot selbst und optional den YT-Downloader vollautomatisch installiert.
Zusätzlich bieten auch Nutzer ihre eigenen Sinusbot Installer Scripts an.